# Viscount Monsell
Viscount Monsell,  of Leicester in the County of Leicester, war ein erblicher britischer Adelstitel in der Peerage of the United Kingdom.

## Verleihung und Geschichte des Titels
Der Titel wurde am 30. November 1935 dem Ersten Lord der Admiralität Sir Bolton Eyres-Monsell verliehen.
Der Titel erlosch beim Tod seines einzigen Sohnes und Erben Henry Eyres-Monsell, 2. Viscount Monsell am 28. November 1993.

## Viscounts Monsell (1935)
- Bolton Meredith Eyres-Monsell, 1. Viscount Monsell (1881–1969)
- Henry Bolton Graham Eyres-Monsell, 2. Viscount Monsell (1905–1993)